# William Lloyd (attore)
William Lloyd (1851 – 26 gennaio 1928) è stato un attore inglese che lavorò negli Stati Uniti all'epoca del cinema muto. Nato in Ohio, era sposato con Alice T. Overmann.

## Filmografia
- The Story of a Wallet, regia di Thomas Ricketts (1912)
- The Shanghaied Cowboys, regia di Al Christie (1912)
- A Heart Reclaimed, regia di Richard Garrick (1912)
- The Wall of Money, regia di Allan Dwan (1913)
- Criminals, regia di Allan Dwan (1913)
- Bloodhounds of the North, regia di Allan Dwan (1913)
- The Lie, regia di Allan Dwan (1914)
- The Embezzler, regia di Allan Dwan (1914)
- The End of the Feud, regia di Allan Dwan (1914)
- The Tragedy of Whispering Creek, regia di Allan Dwan (1914)
- The Unlawful Trade, regia di Allan Dwan (1914)
- Richelieu, regia di Allan Dwan (1914)
- The County Chairman, regia di Allan Dwan (1914)
- The Dancing Girl, regia di Allan Dwan  (1915)
- A Small Town Girl, regia di Allan Dwan - cortometraggio (1915)
- The Eternal City, regia di Hugh Ford e Edwin S. Porter (1915)
- The Little Girl of the Attic, regia di Frank Lloyd (1915)
- The Pretty Sister of Jose, regia di Allan Dwan (1915)
- Little Pal, regia di James Kirkwood (1915)
- Son o' the Stars, regia di Jacques Jaccard (1916)
- Panthea, regia di Allan Dwan (1917)
- The Scarlet Car, regia di Joseph De Grasse (1917)
- $5,000 Reward, regia di Douglas Gerrard (1918)
- The Deciding Kiss, regia di Tod Browning (1918)
- The Fire Flingers, regia di Rupert Julian (1919)
- West Is Best, regia di Philip Rosen (1920)
- Their Mutual Child, regia di George L. Cox (1921)